# (3779) Kieffer
(3779) Kieffer (1985 JV1) – planetoida z pasa głównego asteroid okrążająca Słońce w ciągu 4,29 lat w średniej odległości 2,64 j.a. Odkryli ją Carolyn i Eugene Shoemaker 13 maja 1985 roku.